# Чехія на Євробаченні Юних Музикантів
Чехія брала участь у Євробаченні юних музикантів, що проводиться кожні два роки, вісім разів з моменту свого дебюту в 2002 році, вперше вигравши конкурс у 2022 році.

## Учасники
Умовні позначення
     Переможець
     Друге місце
     Третє місце
     Не пройшла до фіналу
     Участь скасовано
     Не брала участі
| рік  | Місце проведення | Учасник            | Інструмент        | Результат                  | Півфінал          |
| ---- | ---------------- | ------------------ | ----------------- | -------------------------- | ----------------- |
| 2002 | Берлін           | Якуб Тильман       | Віолончель        | —                          | —                 |
| 2004 | Люцерн           | Не брала участь    | Не брала участь   | Не брала участь            | Не брала участь   |
| 2006 | Відень           | Маркета Яноушкова  | Скрипка           | Не вдалося кваліфікуватися | —                 |
| 2008 | Відень           | Не брала участь    | Не брала участь   | Не брала участь            | Не брала участь   |
| 2010 | Відень           | Лукаш Дітріх       | Кларнет           | Не вдалося кваліфікуватися | —                 |
| 2012 | Відень           | Міхаела Шпачкова   | Фагот             | —                          | —                 |
| 2014 | Кельн            | Мартін Кот         | Акордеон          | —                          | Без півфіналів    |
| 2016 | Кельн            | Роберт Білий       | Фортепіано        | 2                          | Без півфіналів    |
| 2018 | Единбург         | Інді Стівін        | Контрабас         | —                          | —                 |
| 2020 | Загреб           | Конкурс скасовано  | Конкурс скасовано | Конкурс скасовано          | Конкурс скасовано |
| 2022 | Монпельє         | Даніель Матейча    | Скрипка           | 1                          | Без півфіналів    |
| 2024 | Буде             | Адам Знамировський | Фортепіано        | -                          | Без півфіналів    |

## Галерея

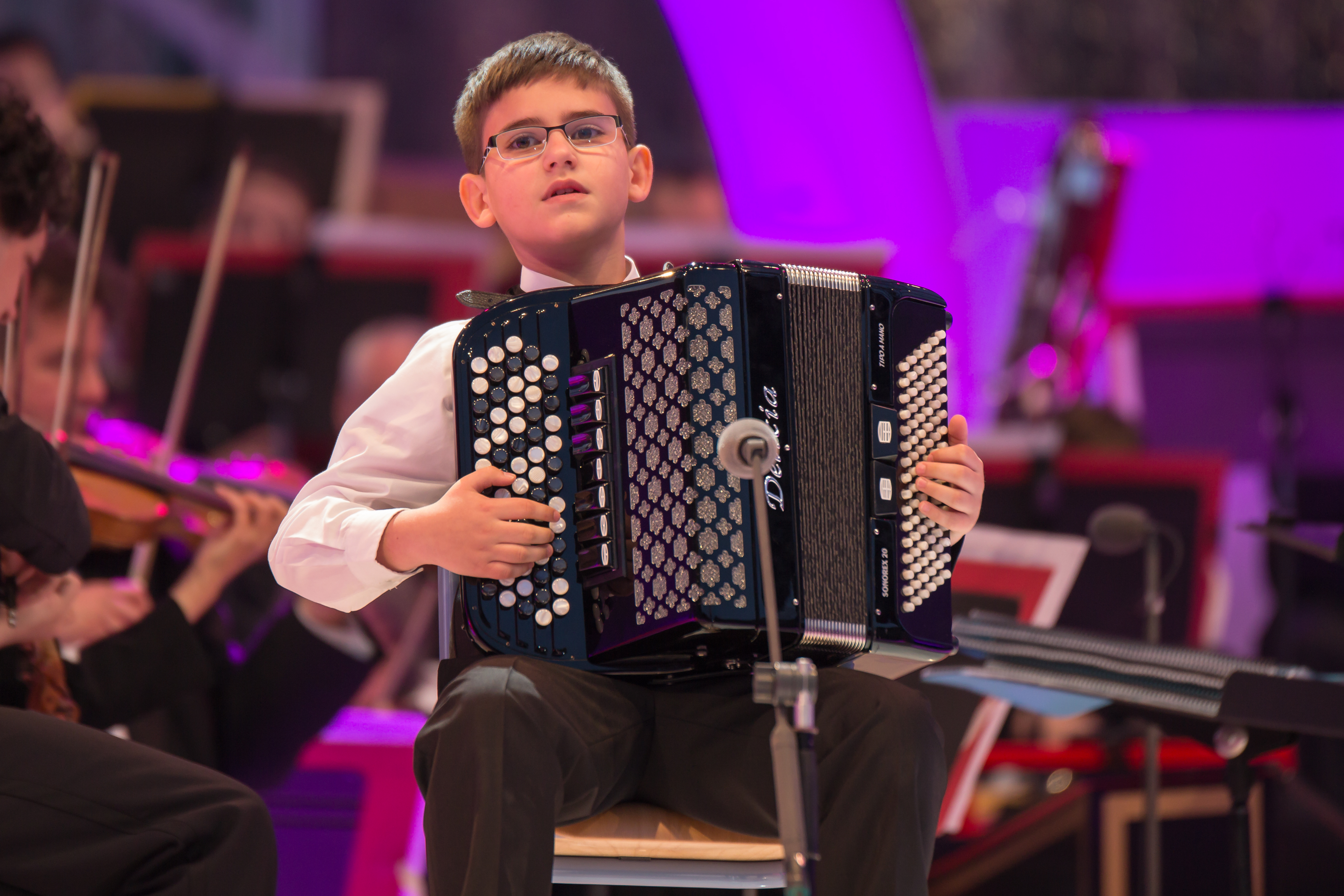
Мартін Кот у Кельні (2014)
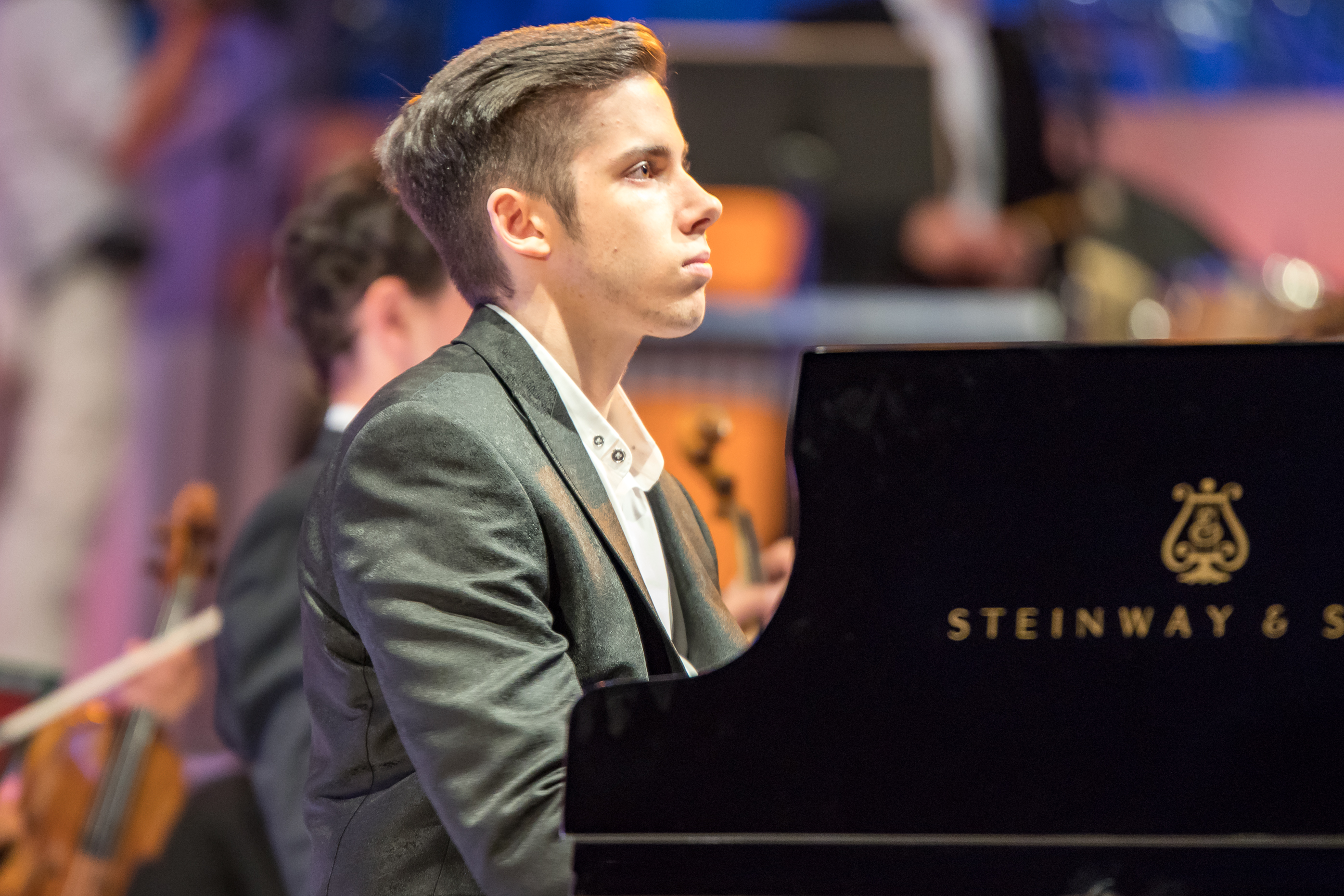
Роберт Білий. котрий зайняв 2-ге місце у 2016-му році

## Нотатки
1. ↑  Конкурс 2020 року було скасовано через пандемію COVID-19.